# Sergio Lagos
Pour les articles homonymes, voir Lagos.
Sergio Andrés Lagos Gallegos (né le 12 novembre 1972 à Concepción) est un journaliste, présentateur de télévision, animateur de radio et musicien chilien.

## Télévision

### Émissions
- 1995 : Extra Jóvenes (Chilevisión)
- 1996 : Dinamo (Canal 2 Rock & Pop)
- 1997 : Andesground (Canal 2 Rock & Pop)
- 1999 : El futuro de Chile (Chilevisión)
- 2001 : Panoramix (Chilevisión) : Animateur
- 2003 : Protagonistas de la Fama (Canal 13) : Animateur
- 2003 : Encuentros cercanos (Canal 13) : Animateur
- 2003 : Amenaza real (Canal 13) : Animateur
- 2003 : ¿Quién quiere ser millonario? (Canal 13) : Animateur
- 2003 : Protagonistas de la Música (Canal 13) : Animateur
- 2004 : Festival del Huaso de Olmué (Canal 13) : Présentateur
- 2004 : Acoso textual (Canal 13) : Animateur
- 2005 : La granja (Canal 13) : Animateur
- 2005 : La granja VIP (Canal 13) : Animateur
- 2005 : Encuentros cercanos (Canal 13) : Animateur
- 2006 : 47e Festival international de la chanson de Viña del Mar (Canal 13) : Présentateur (avec Myriam Hernández)
- 2006 : La casa (Canal 13) : Animateur (avec Karla Constant)
- 2006 : Encuentros cercanos (Canal 13) : Animateur
- 2006 : Expedición Robinson, la isla VIP (Canal 13) : Animateur (avec Karla Constant)
- 2006-2007 : Locos por el baile  (Canal 13) : Animateur (avec Diana Bolocco)
- 2007 : Fama  (Canal 13) : Animateur (avec Cecilia Bolocco)
- 2007 : 48e Festival international de la chanson de Viña del Mar (Canal 13 et TVN) : Présentateur (avec Tonka Tomicic)
- 2008 : 49e Festival international de la chanson de Viña del Mar (Canal 13 et TVN) : Présentateur (avec Tonka Tomicic)
- 2008 : Hit, la fiebre del karaoke (Canal 13) : Animateur
- 2008 : Alfombra roja (Canal 13)
- 2008 : Garage Music (Canal 13) : Animateur
- 2008 : TV o no TV (Canal 13) : Animateur
- 2009 : Tiempo límite (Canal 13) : Animateur
- 2009 : La Movida del Festival (Canal 13) : Animateur
- 2009 : Movistar Música (Canal 13) : Animateur
- 2010 : El Hormiguero (Canal 13) : Animateur (avec Tonka Tomicic)
- 2010 : ¿Quién merece ser millonario? (Canal 13) : Animateur
- 2010 : Acoso Textual (Canal 13) : Animateur
- 2011 : Año 0 (reality show) (Canal 13) : Animateur (avec Ángela Prieto)
- 2011-2014 : Mi nombre es... (Canal 13) : Animateur
- 2012 : ¿Quién quiere ser millonario?: Alta tensión (Canal 13) : Animateur remplacement
- 2012 : Mundos opuestos (Canal 13) : Animateur (avec Karla Constant)
- 2013 : Mundos opuestos 2 (Canal 13) : Animateur (avec Karla Constant)
- 2014 : Generaciones cruzadas (Canal 13) : Animateur (avec Dominique Gallego)
- 2014 : La Movida del Mundial (Canal 13) : Animateur (avec Diana Bolocco et Martín Cárcamo)